# Sao lùn trắng

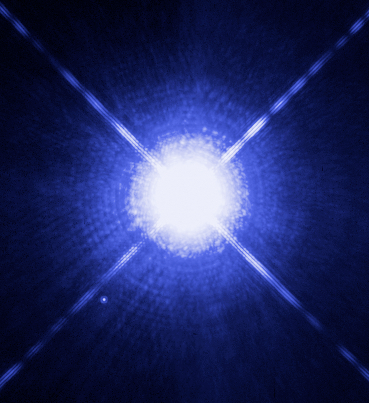
Sao Thiên Lang A và Thiên Lang B, chụp bởi kính thiên văn Hubble. Thiên Lang B, một sao lùn trắng, có thể thấy là một chấm mờ phía dưới bên trái cạnh sao Thiên Lang A sáng hơn rất nhiều.

Sao lùn trắng (hay còn gọi là sao trắt trắng) là thiên thể được tạo ra khi các ngôi sao có khối lượng thấp và trung bình "chết" (tiêu thụ hết nhiên liệu phản ứng hạt nhân trong sao).
Các ngôi sao này không đủ nặng để sinh ra nhiệt độ ở lõi cần thiết để nung chảy cacbon trong các phản ứng tổng hợp hạt nhân sau khi chúng chuyển thành các sao khổng lồ đỏ trong giai đoạn đốt cháy heli. Cuối giai đoạn này, nửa bên ngoài của sao khổng lồ đỏ sẽ bị đẩy ra không gian tạo thành tinh vân, để lại đằng sau một lõi trơ chứa chủ yếu là cacbon và oxy, đó chính là sao lùn trắng.
Lõi này không còn nguồn cung cấp năng lượng và bức xạ. Dần dần Nhiệt Năng của chúng phát xạ ra bên ngoài và nguội dần đi. Lõi không còn sự hỗ trợ của các phản ứng nhiệt hạch để chống lại lực hấp dẫn sẽ trở nên cực kỳ cô đặc, với khối lượng vào khoảng một nửa Mặt Trời và thể tích khoảng bằng Trái Đất. Các sao lùn trắng được hỗ trợ duy nhất bởi áp suất suy biến điện tử. Khối lượng cực đại của các sao lùn trắng, mà vượt quá nó thì áp suất suy biến không thể duy trì nữa , là khoảng 1,4 khối lượng Mặt Trời. Gọi là giới hạn Chandrasekhar.Sao lùn trắng mà vượt quá giới hạn này (chủ yếu do khối lượng được chuyển tới bởi sao đôi đồng hành) có thể nổ tung như các siêu tân tinh.
Cuối cùng, sau hàng chục tỷ năm, sao lùn trắng sẽ nguội tới nhiệt độ mà từ đó nó không còn được nhìn thấy. Tuy nhiên, với tuổi vũ trụ mới vào khoảng 14 tỷ năm, thậm chí với cả các sao lùn trắng già nhất vẫn còn bức xạ với nhiệt độ vài nghìn độ K.

## Sự hình thành
Phần lớn các ngôi sao có kích cỡ nhỏ và trung bình sẽ kết thúc dưới dạng là sao lùn trắng, sau khi tất cả hiđrô chúng có bị chuyển hóa thành heli. Gần cuối giai đoạn phản ứng nhiệt hạch của chúng, các ngôi sao như vậy sẽ nở ra và biến thành sao khổng lồ đỏ và sau đó mất dần đi phần lớn các vật chất ở các lớp ngoài cùng (tạo ra tinh vân) trong khi vẫn còn lõi rất nóng (T > 100.000 K), lõi này sau đó trở thành một ngôi sao lùn trắng trẻ tuổi.
Một ngôi sao lùn trắng có khối lượng khoảng bằng Mặt Trời, có kích thước chỉ lớn hơn Trái Đất một chút. Điều này làm cho sao lùn trắng là một trong những dạng đặc nhất của vật chất, chỉ có các sao neutron, sao lạ và các sao lượng tử (giả thuyết) có mật độ lớn hơn nó mà thôi. Khối lượng càng lớn thì kích thước của sao lùn trắng càng nhỏ. Có giới hạn trên của khối lượng các sao lùn trắng, là giới hạn Chandrasekhar (khoảng 1,4 lần khối lượng Mặt Trời), mà vượt qua nó thì áp suất của các điện tử không thể cân bằng với lực hấp dẫn, và ngôi sao tiếp tục co nhỏ lại, cuối cùng tạo thành sao neutron.
Bất chấp giới hạn này, phần lớn các ngôi sao kết thúc cuộc đời của chúng như là sao lùn trắng, vì chúng có xu hướng phát tán phần lớn khối lượng của chúng vào trong vũ trụ trước khi sụp đổ hoàn toàn (thông thường với những kết quả ngoạn mục - xem tinh vân). Người ta cho rằng thậm chí các ngôi sao có khối lượng gấp 8 lần Mặt Trời cuối cùng cũng sẽ bị chuyển thành các sao lùn trắng.

## Đặc trưng

So sánh sao lùn trắng IK Pegasi B (ở giữa), IK Pegasi A (trái) và Mặt Trời (phải). Sao lùn trắng này có nhiệt độ bề mặt vào khoảng 35.500 K.

Nhiều sao lùn trắng có kích thước xấp xỉ Sao Hoả nhỏ hơn khoảng 100 lần Mặt Trời. Chúng có thể có khối lượng xấp xỉ Mặt Trời vì thế chúng rất đặc. Cho là cùng một khối lượng vật chất như Mặt Trời, chứa trong một dung tích của một hình cầu đường kính nhỏ hơn 100 lần, vì thế thể tích là 100³=1.000.000 lần nhỏ hơn Mặt Trời và do đó mật độ trung bình của vật chất trong các sao lùn trắng là 1.000.000 lần lớn hơn mật độ trung bình của Mặt Trời. Các vật chất ở trạng thái như vậy được gọi là suy biến. Trong những năm thập niên 1930 sự giải thích được cho là do hiệu ứng của cơ học lượng tử: Trọng lượng của sao lùn trắng được duy trì bởi áp suất của các điện tử (sự suy biến của điện tử), nó chỉ phụ thuộc vào mật độ mà không phụ thuộc vào nhiệt độ.
Nếu làm biểu đồ so sánh độ sáng (tuyệt đối) với màu sắc đối với các sao đã quan sát được (biểu đồ Hertzsprung-Russell), thì không diễn ra mọi tổ hợp của độ sáng và màu sắc. Có một số sao ở trong khu vực độ sáng thấp-màu nóng (sao lùn trắng), nhưng phần lớn các sao nằm trong một dải, gọi là chuỗi chính. Các sao khối lượng nhỏ nằm trong chuỗi chính là nhỏ và nguội. Chúng được nhìn thấy có màu đỏ và gọi là sao lùn đỏ hay là sao lùn nâu (nguội hơn). Các dạng này là loại thiên thể hoàn toàn khác với các sao lùn trắng. Trong sao lùn đỏ, cũng như trong các sao của chuỗi chính, áp suất cân bằng trọng lượng là sinh ra do chuyển động nhiệt của khí nóng. Áp suất tuân theo định luật của khí lý tưởng. Một loại khác của các sao được gọi là khổng lồ: các sao trong phần độ sáng cao của biểu đồ độ sáng-màu sắc. Chúng là các sao bị nổ tung bởi áp suất bức xạ và là rất lớn.
Các sao lùn trắng rất rất nóng; vì thế chúng phát ra ánh sáng bức xạ trắng. Phần nhiệt này là phần còn lại của nhiệt sinh ra do sự sụp đổ của sao và nó không được bổ sung thêm (trừ trường hợp chúng thu được vật chất từ các sao gần đó), nhưng do bề mặt bức xạ rất nhỏ nên chúng duy trì được sức nóng trong một thời gian dài.
Cuối cùng, sao lùn trắng sẽ nguội đi và trở thành sao lùn đen sau hàng chục tỉ năm. Các sao lùn đen, trên lý thuyết, là các thực thể nhiệt độ thấp và bức xạ yếu trong quang phổ vô tuyến. Tuy nhiên, vũ trụ chưa tồn tại đủ lâu để bất kỳ sao lùn trắng nào nguội đến mức trở thành sao lùn đen.
Rất nhiều sao lùn trắng trẻ tuổi ở gần đã được phát hiện như là nguồn bức xạ các tia X mềm (tia X có  năng lượng thấp); các quan sát bằng tia X và tia cực tím cho phép các nhà thiên văn nghiên cứu thành phần và cấu trúc của lớp khí quyển mỏng của các sao này.
Sao lùn trắng không thể có khối lượng vượt quá 1,4 khối lượng Mặt Trời, giới hạn Chandrasekhar , nhưng có một cách để chúng vượt qua giới hạn này. Nếu sao lùn trằng bay thành cặp với một ngôi sao thông thường khác, nó có thể hút vật chất từ sao đôi đồng hành. Vật chất hút được rất chậm và ổn định. Khối lượng của sao lùn trắng tăng lên cho đến khi vượt qua giới hạn Chandrasekhar, từ điểm đó áp suất suy thoái không thể duy trì được sao. Nó tạo thành dạng siêu tân tinh loại Ia và là mạnh nhất trong các siêu tân tinh.
Trong một số trường hợp, vật chất hút từ sao đồng hành chứa nhiều hiđrô, gây ra phản ứng hạt nhân nổ bùng ở dạng yếu hơn siêu tân tinh, gọi là các vụ nổ sao lùn trắng. Các vụ nổ này chỉ xảy ra ở vỏ chứa các vật chất mới hút vào, không ảnh hưởng đến lõi bên trong sao lùn trắng, và có thể lặp đi lặp lại nếu vẫn có dòng vật chất nhiều hiđrô chảy đến.

## Lịch sử thám hiểm
Năm 1862, Alvan Graham Clark phát hiện ra sao đồng hành sẫm màu của sao sáng nhất , sao Thiên Lang (Sirius hay Alpha Canis Majoris). Sao đồng hành được gọi là Thiên Lang B (Sirius B hay Pup), có nhiệt độ bề mặt khoảng 25.000 K, vì thế nó được phân loại là sao nóng. Tuy nhiên, Sirius B khoảng 10.000 lần mờ nhạt hơn Sirius A. Mặc dù nó là sao rất sáng trên một đơn vị diện tích bề mặt, Sirius B  là nhỏ hơn nhiều so với Sirius A, với đường kính xấp xỉ Trái Đất.
Phân tích quỹ đạo của hệ thống sao Thiên Lang chỉ ra rằng khối lượng của Sirius B xấp xỉ bằng khối lượng của Mặt Trời. Điều này có nghĩa là Sirius B là hàng trăm nghìn lần nặng hơn chì. Càng nhiều sao lùn trắng được tìm thấy, các nhà thiên văn phát hiện ra rằng sao lùn trắng là phổ biến trong thiên hà của chúng ta. Năm 1917, Adriaan Van Maanen phát hiện ra sao Van Maanen, là sao lùn trắng thứ hai được biết và gần Mặt Trời hơn Sirius B.
Sau khi phát minh ra cơ học lượng tử trong những năm thập niên 1920, sự giải thích về tỷ trọng của các sao lùn trắng đã được tìm thấy vào năm 1926. R.H. Fowler giải thích các tỷ trọng cao trong bài báo "Dense matter" (Vật chất đậm đặc) (Monthly Notices R. Astron. Soc. 87, 114-122) sử dụng áp suất suy biến điện tử vài tháng sau khi có công thức thống kê Fermi-Dirac cho điện tử, mà áp suất của điện tử dựa vào công thức này.
Năm 1930, S. Chandrasekhar   phát hiện  trong bài báo gọi là "The maximum mass of ideal white dwarfs" (Khối lượng cực đại của các sao lùn trắng lý tưởng) (Astroph. J. 74, 81-82) rằng "không có sao lùn trắng nào có thể nặng hơn 1,2 lần Mặt Trời". Điều này hiện nay gọi là giới hạn Chandrasekhar. Chandrasekhar nhận được giải Nobel năm 1983.